# The Sea of Trolls
The Sea of Trolls (O Mar dos Trolls em português) é o primeiro livro de uma série literária da autora, Nancy Farmer, publicado em 2004. A série inclui outros dois livros, "The Land of the Silver Apples", publicado em 2007, e o terceiro livro da série, "The Islands of the Blessed", agendado para ser publicado em 2009.

## Sinopse
Sea of Trolls é um romance fantasioso histórico encenado numa versão ficcional de 793 d.C., na Inglaterra angla-saxônia, Escandinávia e Jotunheim. A história começa quando Jack, um menino saxônio e o protagonista, é aceito como aprendiz do bardo da vila. Jack gosta de aprender e o bardo da vila ensina ele a ver melhor, assim como a melhor ouvir e sentir o mundo ao seu redor. Jack está feliz até que nórdicos invadem sua vila. Com a ajuda do bardo, os moradores da vila são salvos, mas Jack e sua irmã, Lucy, são levados como escravos, ou serventes, e o bardo é deixado para trás como louco e a partir daí começa a se comportar como um animal.

Enquanto Jack e Lucy estão no navio dos nórdicos eles conhecem alguns aliados: o capitão do navio, Olaf One-Brow, lider dos berserkers; Thorgil, uma jovem garota que quer se tornar um berserker; Rune, um escaldo que teve sua garganta cortada, e não pode mais recitar; e Bold-Heart, um corvo. Os nórdicos tinham em mente vender Jack e sua irmã no mercado, mas desistiram porque Lucy é tão graciosa, e Jack tem muitos talentos, com poesia e mágica. Olaf resolve manter Jack como o seu escaldo pessoal e Thorgil decide dar Lucy como presente ao Rei Ivar, O Desossado, e sua esposa meia-troll, a Rainha Frith.
Quando eles chegam na corte, nada acontece como planejado. Jack inadvertidamente destroe a beleza da Rainha Frith que era mantida por mágica, então ela ameaça a matar Lucy, a menos que sua beleza possa ser restaurada. Jack vai com seus novos aliados numa busca a Jotunheim para encontrar o Poço Mimir nas raízes da igualmente mística árvore, Yggdrasil; um poço com  água mágica (hidromel da canção) qual fornece o dom de sabedoria a quem desta água bebe.
Nesta busca, Jack aprende que até as pessoas que, a princípio, parecem cruéis podem ter um senso profundo de honra e são capazes de amar. Olaf dá sua vida a Jack e, em retorno, Jack lhe oferece um sepultamento digno (um funeral de pira feita de madeira da floresta aonde Olaf morreu). Jack também desenvolve uma grande amizada com Thorgil, recupera a voz de Rune, e salva a sua irmã. Jack e Lucy, eventualmente, são escoltados de volta para casa pelos nórdicos. O bardo da vila é curado e as crianças são reunidas com seus familiares.

## A autora
Nancy Farmer é uma norte-americana nascida em Phoenix, Arizona, venceu o prémio Newbery Honor, uma menção honrosa da Association for Library Service to Children (ALSC), (associação bibliotecária estado-unidense pró-crianças) pelo romance, The Ear, the Eye and the Arm (1994), e novamente em 1997 e 2003 por outros dois romances originais,  classificando a autora como candidata a medalha Newbery, um prêmio mais elevado da mesma associação.